# David Švec
David Švec (* 1977) je český klavírista a dirigent.
Po absolutoriu studia hry na klavír na českobudějovické konzervatoři vystudoval v roce 2004 dirigování orchestru na Hudební fakultě Janáčkovy akademie múzických umění v Brně.
V současné době působí mj. jako dirigent v Národním divadle v Praze.
Od roku 2022 působí jako šéfdirigent v Jihočeském divadle v Českých Budějovicích.